# HD50000
HD50000 — хімічно пекулярна зоря спектрального класу A1, що має видиму зоряну величину в смузі V приблизно  8,1.
Вона  розташована на відстані близько 523,5 світлових років від Сонця.